# X2: The Threat
X2: The Threat — це відеогра в жанрі космічного симулятора, розроблена Egosoft для Windows, Linux і Mac OS X.  Є частиною серії Х. Вона була випущена у 2003 році і є продовженням X: Beyond the Frontier . Freeverse Software перенесла гру на Mac OS X в 2004/2005 роках, тоді як Linux Game Publishing випустила свою адаптацію для Linux у 2005/2006 роках.
Продовженням цієї гри є X3: Reunion (2005).

## Геймплей
Як і в оригіналі, X2: The Threat — це симулятор космічної торгівлі та бойових дій у вигаданому Всесвіті X — мережі секторів, з’єднаних великою космічною брамою. У грі є новий графічний двигун, значно розширений Всесвіт і 60 різних космічних кораблів, а також низка нових місій, доступних для гравця. На відміну від пакета розширення X-Tension, який був майже повністю відкритим, X2: The Threat має чітку передісторію, пов’язану з агресивною інопланетною расою, відомою як хааки. Однак гра все ще має відкритий світ, і гравці можуть вільно розвивати сюжет у своєму власному темпі, або займатися іншою діяльністю.

### Сюжет
Гравець виконує роль Джуліана Гардна, пірата і злодія. Вже на початку з’являються хааки, ворожа інопланетна раса, що загрожує Всесвіту Х. Гравцю пропонується виконати низку місій, щоб розкрити їхнє походження, їхні наміри та визначити їхній зв’язок зі зниклим батьком. Зрештою, Джуліан повинен відбити масштабну атаку хааків, рятуючи багатьох інших персонажів у процесі. Ключові неігрові персонажі включають:
- Брет Серра : шахрай, пірат і найближчий друг Джуліана;
- Бен Данна : голова Секретної служби Аргону, який мав тісні стосунки з батьком Джуліана ще в попередній грі X: Beyond the Frontier ;
- Олена Хо, виконавчий директор впливової корпорації Terracorp;
- Сая Хо, дочка Олени Хо;
- Кайл Бреннан, батько Джуліана, засновник Terracorp і головний герой попередніх ігор.

Через те, що завершення сюжету потребує великих коштів, гравцям періодично пропонується відійти від сюжету та поповнити свої ресурси за допомогою торгівлі та інших компонентів відкритої гри.

### Відкритий світ
Дія X2 відбувається у Всесвіті X, який складається із 132 секторів, з’єднаних двосторонніми пропускними брамами. По завершенню сюжету можна отримати координати стрибка в додаткові 5 секторів. Основний простір кожного сектора зазвичай містить кілька станцій і принаймні одну браму. Гра є відкритою, що дозволяє гравцеві переміщуватись, куди йому подобається, коли йому подобається, роблячи все, що до вподоби; гравець обмежений лише своїм статусом у грі та ресурсами. Таким чином, рушійною силою гри є отримання кредитів, універсальної валюти та статусу.
Використовуючи кредити, гравець може купувати товари на станції. Потім ці товари можна відправити на іншу станцію, де їх можна буде продати, в ідеалі за вищою ціною. Ціни змінюються - з хвилини на хвилину, з секунди на секунду - в залежності від попиту. Чим менше виробу залишається, тим вища його ціна. Таким чином, X-Всесвіт має справді динамічну ринкову економіку . Гравець може враховувати нові тенденції, щоб отримати великі прибутки; або, дуже легко, даремно витратити гроші та час на неправильний вибір вантажу. Коли гравець отримує прибуток, він може купувати обладнання, зброю, кораблі та станції. Гравець може придбати необмежену кількість кораблів і станцій різного розміру, форми та функції. Гравець може будувати фабрики для виробництва товарів (включаючи зброю та щити) для продажу або споживання. Оскільки фабрикам потрібні ресурси, гравець може налаштувати кораблі для виконання торгових завдань для фабрик, таких як купівля ресурсів на інших станціях або продаж продукції.
Гра містить численні раси. Декілька рас мають повноцінну економіку, і з ними гравець може взаємодіяти через торгівлю, репутацію та місії. Кілька ворожих рас складають різноманіття для бою. Репутація між гравцем і соціальними расами може бути створена за допомогою місій, захисту їх простору або торгівлі в їхньому просторі. Репутація впливає на те, як особи цієї раси реагують на гравця та які місії пропонують. Статус гравця класифікується відповідно за «торгівельними» навичками, «бойовими» навичками та рейтингом «популярності» для кожної раси.

## Подальший Розвиток
Enlight Software придбала північноамериканські права на гру в серпні 2003 року  Гра отримала статус золотої за продажами станом на 5 листопада 2003 року. 

## Пакет розширення
Пакет розширення під назвою X2: The Return перебував у розробці, але його скасували на користь X3.

## Оцінки й відгуки
X2: The Threat отримала «середні» відгуки згідно з сайтом-агрегатором рецензій Metacritic. Багато рецензентів високо оцінили графіку та свободу, надану гравцеві. Загальні скарги полягали в тому, що гра, як і її попередниці, була досить повільною та мала нерівномірну криву навчання .
IGN дав грі середню оцінку, похваливши візуальні ефекти та якість зображення, але висловивши розчарування елементами ігрового процесу: «Є кращі місця для симуляції торгівлі та кращі місця для космічних боїв. Амбіції X2 у спробах об’єднати обидві теми в кінцевому підсумку не досягли того, що більшість людей знайшло б цікавим... її складність [як симулятора торгівлі] втрачається, коли гроші справді заробляються лише на одному типі продукту». GameSpot назвав гру «необробленим діамантом» для терплячих гравців, а також «надзвичайно амбітною, але не дуже доступною».  Eurogamer розкритикував гру за те, що вона призначена «тільки для запеклих шанувальників» через її складність, також назвавши її «надзвичайно амбітною грою, яка досягає більшої частини того, що вона збирається зробити». 

## Дивись також
- Список ігор для ПК